# Artstetten (Herrschaft)

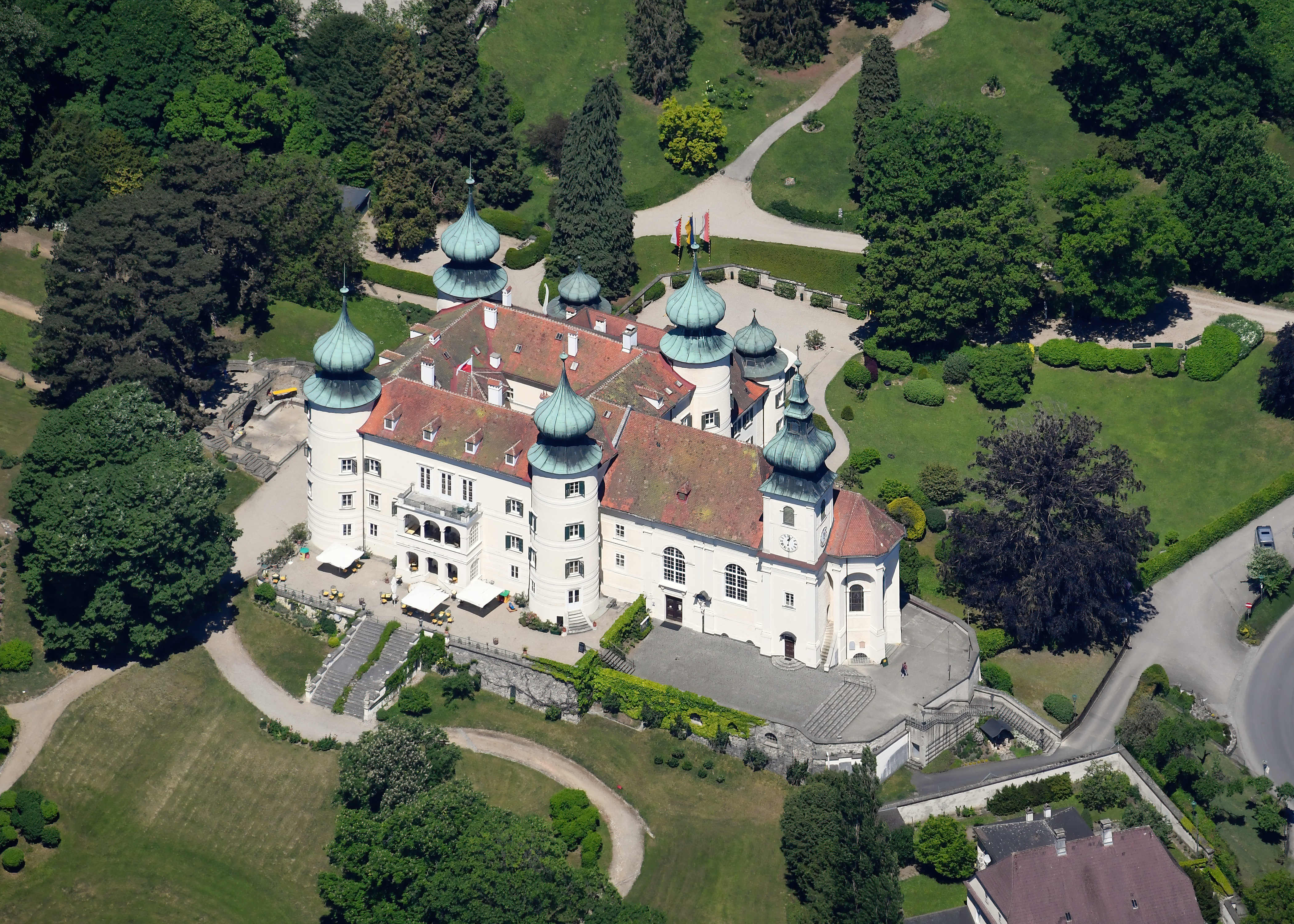
Schloss Artstetten, Sitz der Verwaltung (2022)

Die Herrschaft Artstetten war eine Grundherrschaft im Viertel ober dem Manhartsberg im Erzherzogtum Österreich unter der Enns, dem heutigen Niederösterreich.

## Ausdehnung
Die Herrschaft, die mit der Herrschaft Arndorf und den Gütern Fritzelsdorf und Seiterndorf verbunden war, umfasste zuletzt die Ortsobrigkeit über Artstetten, Arndorf, Oberbierbaum samt Auhof, Unterbierbaum, Bachanes, Brenhof mit Stokhof, Dottendorf, Eggaton, Elsarn, Fritzelsdorf, Gottsberg, Grüb samt Höfleshof, Haag, Ober-Haid und Unter-Haid, Jasenegg, Kerbach, Meierhofen, Mürfelndorf, Oberndorf, Pleißing mit der Reitwießmühl, Schwarzau, Unterthalheim, Oberhobenau und Unterhobenau, Dölla, Eitenthal, Pebring, Seiterndorf und Tremegg und Viesling. Der Sitz der Verwaltung befand sich im Schloss Artstetten.

## Geschichte
Die Herrschaft, welche teils Patrimonialherrschaft und teils Allodium war, hatte zuletzt Kaiser Ferdinand I. inne. Nach den Reformen 1848/1849 wurde die Herrschaft aufgelöst.